# Epogdoon
Mit Epogdoon wird in der Musiktheorie das Verhältnis 9 zu 8, also das Ganztonintervall in der pythagoreischen Stimmung bezeichnet. Zum Beispiel stehen die natürlichen Zahlen 18 und 16 in dieser Relation.
Nach Plutarch hassten die Pythagoräer die Zahl 17, da sie die 16 von ihrem Epogdoon trennt. Weiter nannten sie 17 die „Barriere“, insbesondere auch, weil Osiris am 17. gestorben sein soll.